# Cena in casa di Simone il fariseo
La Cena in casa di Simone il fariseo è un dipinto a olio su tela (303x596 cm) del Moretto, datato 1544 e conservato nel Chiesa della Pietà di Venezia.
Il dipinto è la più grande tela del Moretto che sia giunta fino a noi ed è una delle opere più celebri della sua intera produzione. La monumentale trattazione del soggetto è ispirata agli stilemi della scuola veronese ed è stata letta dalla critica come una delle principali fonti di ispirazione per l'arte di Paolo Veronese. Il Moretto non manca però di esporre il tema arricchendolo di particolari minori ma genuini, probabilmente forzato dalla grande ricchezza impostagli dalla committenza, estranea al suo stile di esecuzione.

## Storia
Il grandioso dipinto viene eseguito per la prestigiosa collocazione del refettorio del monastero di san Giacomo Maggiore sull'isola di San Giorgio in Alga, nella laguna di Venezia, su commissione dei Canonici Regolari di San Giorgio in Alga che qui avevano la loro sede. In questa posizione è citato per la prima volta da Giacomo Filippo Tomasini nel 1642, seguito da Carlo Ridolfi nel 1648.
Con la soppressione della congregazione religiosa, avvenuta nel 1668 per mano di papa Clemente IX, il dipinto viene rimosso dalla sua collocazione originale e trasportato a Venezia, anche se non è noto precisamente quando. Anton Maria Zanetti, nel 1771, scrive di averla vista "nell'anticoro dello Spedale della Pietà", cioè all'interno del Pio Ospedale della Pietà di Venezia.
Nel 1820, il governo austriaco sovvenziona il restauro dell'opera alla Scuola Grande di Santa Maria della Carità, rimanendo qui esposta a scopo di studio e, con il passare del tempo, entrando definitivamente nella collezione delle Gallerie dell'Accademia. Nella seconda metà del Novecento, per rimediare alla poco adatta sede nelle Gallerie, è stato trasferito nel Museo diocesano cittadino, in seguito a un nuovo restauro.

## Descrizione
Il dipinto raffigura l'episodio della Cena in casa di Simone, riportato nel Vangelo secondo Luca (Lc 7,36-39): uno dei farisei lo invitò a mangiare da lui. Egli entrò nella casa del fariseo e si mise a tavola. Ed ecco una donna, una peccatrice di quella città, saputo che si trovava nella casa del fariseo, venne con un vasetto di olio profumato e fermatasi dietro si rannicchiò piangendo ai piedi di lui e cominciò a bagnarli di lacrime, poi li asciugava con i suoi capelli, li baciava e li cospargeva di olio profumato.
La scena è divisa in tre scomparti inquadrati da due alte colonne di ordine dorico scanalate e chiusi alle estremità da due più semplici lesene. Le colonne formano un portico aperto su entrambi i lati minori e in corrispondenza della campata centrale, dove ha inizio un lungo colonnato coperto da una rete di festoni vegetali ad arco a tutto sesto.
L'asse visivo si conclude poi contro un fondale monumentale, del quale si scorge solamente un arco decorato a bugnato. Oltre la muraglia si apre uno sfondato paesaggistico verso un'abbastanza dettagliata riproduzione del colle Cidneo di Brescia sormontato dal castello. Occupano la scena vari personaggi affollati attorno al tavolo centrale, in particolare Simone a sinistra, l'oste al centro, Gesù a destra e Maria Maddalena ai suoi piedi.
Il dipinto è firmato alla base della colonna di sinistra (ALEXANDER MORETTVS BRIX. F) e datato sulla base della colonna di destra (MDXLIIII).

## Stile
La prima valutazione critica sull'opera è compiuta da Joseph Archer Crowe e Giovanni Battista Cavalcaselle nel 1871, i quali colgono la stretta relazione con la scuola veronese citando le analogie con l'arte di Girolamo dai Libri, Francesco Morone, Paolo Morando, accompagnate allo stesso tempo da ricordi dell'opera di Savoldo e del Romanino, mentre le grandi aperture pittoriche preludono a Paolo Veronese, concludendo che «la cena in casa di Simone è il modello dello splendido stile monumentale che ebbe un così grande interprete in Paolo Veronese». Il rapporto con il Veronese, sempre secondo i due critici, è richiamato anche dalla «grigia architettura dalla quale si staccano le figure, la bella prospettiva, la solidità delle carni, il potente vigore dei panni e il facile tocco vellutato».
Pietro Da Ponte, nel 1898, lamenta il cattivo stato in cui verte la tela, vedendo «leggermente verdastra» l'intonazione del dipinto mentre «il colore è arido e alterato qua e là da cattive vernici e da restauri, specie nell'iscrizione». Il giudizio del Da Ponte è comunque molto positivo: «Il dipinto rapisce per l'equilibrio, l'armonia della composizione, la calma serena dell'espressione pur commovente delle figure, e per l'equilibrio del chiaro-scuro e del colorito». Dello stesso parere appare Pompeo Molmenti nel 1898, secondo il quale, in questo dipinto, il Moretto «ritrovò tutta l'alta inspirazione della giovinezza» e che vi si vedono, oltre alle basi di Paolo Veronese, «la forza e il brio delle due arti veneziana e bresciana» congiunte.
Opposto è invece il giudizio di Ugo Fleres del 1899, il quale in apertura prende atto che quest'opera «supera tutti gli altri quadri del Bonvicino in celebrità» ma, in secondo luogo, trova la composizione priva di unità e di qualità: «…sentiamo il difetto d'eleganza, un che di grossolano senza disinvoltura, anche senza brio, per cui ci accorgiamo di essere lontani dalla gioconda pompa signorile che si svolge, come giubileo della pittura, da Tiziano a Paolo Veronese». Il critico procede poi al confronto fra il dipinto e la Cena in casa di Simone il fariseo nella chiesa di Santa Maria in Calchera a Brescia, che ritiene precedente mentre è invece successivo, trovando che in quest'ultimo il pittore cercò l'antitesi del primo, poiché soltanto «il proposito antitetico spiega la soverchia espansione della scena nella tela di Venezia, in contrasto alla particolar concisione, quasi d'aggruppamento scultorio, che notasi in quella Brescia». Il risultato, secondo il Fleres, è che si vede «schiettezza ed elevatezza» nella Cena di Brescia, «complessità e velleità di magnificenza» in quella di Venezia. Basandosi sullo stesso confronto fra le due tele, Michele Biancale redige il suo commento nel 1914, concludendo che il dipinto di Brescia «segna un nuovo indirizzo pittorico ed è degno d'un pittore secentesco», mentre in quello di Venezia «tutto è nel vecchio spirito».
Adolfo Venturi, nel 1929, rileva stanchezza creativa nell'esecuzione dell'opera, dove il Moretto si serve di vecchi canovacci «per far presto» ritornando ancora al Romanino «ma sempre più facendosi impressivo e sconnesso», ponendo sotto il loggiato «figure troppo grandi per l'ambiente che divien basso, stretto, posticcio, rivelando la tendenza finale del Moretto a slargar forme, a ingrandir proporzioni».
György Gombosi, nel 1943, concentra l'analisi critica sulla forte influenza che il dipinto, a suo parere, ebbe nei confronti di Paolo Veronese, molto maggiore di quella ritenuta dagli studiosi precedenti, tanto da costituire una vera "premessa storica" alle scene di banchetto del Veronese, quali ad esempio la Cena a Casa di Levi. Il critico avanza addirittura l'ipotesi, non supportata da fonti, che il pittore abbia visto il dipinto in fase di esecuzione nella bottega veronese del Moretto e ne abbia tratto ispirazione per l'Annunciazione oggi agli Uffizi, opera giovanile nella quale sembrano completamente mutuati dalla Cena del Moretto l'impianto architettonico e la fuga prospettica centrale.
In chiave di lettura differente si pone invece un indirizzo critico inaugurato nel 1929 da Roberto Longhi e supportato in seguito da Camillo Boselli nel 1954 e, velatamente, anche da Pier Virgilio Begni Redona nel 1988. Secondo Longhi, «proprio opere come questa Cena costituiscono il punto dove s'intende meglio che cosa fosse per il pittore bresciano il sontuoso classicismo dei veneti. Come già per il Foppa e per il Bergognone, nient'altro che un complesso di circostanze civili, un'occasione di fasto, di cerimoniosa simmetria, di grazia ornamentale […]; modo di vita, dunque, che non impegna necessariamente l'arte: la quale, difatti, interviene anche ora in quel poco di semplicità e di verità dimessa che il pittore bresciano, per quanto costretto dalla disposizione di parata, abbia potuto esprimere nella contestura delle stoffe, nel tovagliolo e nel gesto dell'oste, e magari, in quel pollo freddo, ahimè inutilmente centrale. Ma quando il Moretto, in patria, riesce a sfasciare tutta codesta impalcatura, allora ci dà dello stesso soggetto un capolavoro nuovo, antiveneziano per eccellenza, in quel dipinto di Santa Maria in Calchera che è il più precaravaggesco di quanti egli abbia dipinto».
Camillo Boselli, nel 1954, si attesta come detto sulla stessa posizione critica, cogliendo un Moretto minore ma più genuino dove, «quasi a liberarsi dal peso di tutta quella parata d'arredi […], respira dipingendo la contestura candida della tovaglia, descrivendo un magnifico pollo freddo nel suo bacile, il colle Cidneo con la sua rocca e le foglie di un rosolaccio e di un fico. Anche se poca cosa, è pur sempre sufficiente per farci capire come tutto quel ciarpame classicistico, tutte quelle fole di ricchezza e falsa bellezza che i committenti di Monselice gli avranno imposto dovessero soffocare il Moretto. […] Il pittore sembra trovare maggior gusto a dipingere quell'onesto oste di campagna, un poco invadente, piuttosto che la bella cortigiana di destra, e soffermarsi con maggior gioia nel rendere bianco il tovagliolo del primo rispetto alle ricche pellicce della seconda». Sono questi, conclude il Boselli, «gli elementi che permetteranno al Bonvicino di creare gli ultimi capolavori una volta liberato e per sempre d'ogni impalcatura per spaziare e dipingere oltre i limiti di una moda e di un modo di vivere imposto non più sentito dal pittore».